# Real cédula

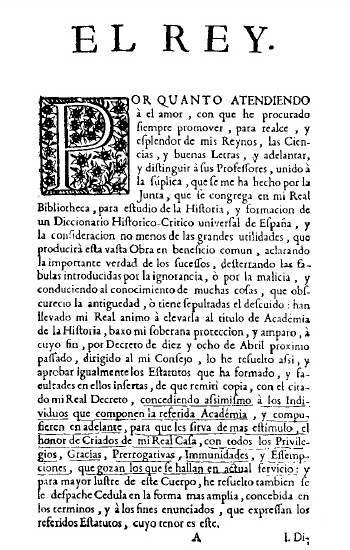
Real Cédula du 17 juin 1738 approuvant les statuts de l'Académie royale d’histoire.

Une Real cédula est une ordonnance rendue par le roi d'Espagne entre les XVe et XIXe siècles. Son contenu résout un conflit de portée juridique, établit un modèle de comportement licite, crée une institution, nomme un office royal, donne un droit personnel ou collectif, ou commande une action particulière.

## Présentation
Il existe deux variantes de base. Les reales cédulas de oficio résultent de la fonction administrative elle-même, en commençant par le nom - si elle est personnalisée - ou les charges ou titres des personnes à qui elle est destinée. Les autres reales cédulas sont également accordées par le roi, mais à la demande d'une partie et commencent par l'évocation de l'affaire en question et du demandeur.
Elle fut principalement utilisée dans les possessions d'outre-mer espagnoles (Amérique et Philippines), dans la plupart des cas suivant l'avis du Conseil des Indes.